# Belle Cole
Belle Cole (1853 – Londres, 1905) fou una coneguda contralt estatunidenca.
del seu pare va rebre les primeres lliçons musicals, i es feu sentir en públic en una església de Nova York, i va ser contractada després per una temporada de concerts (1883), i passant el 1888 a Londres. Posteriorment feu una llarga gira per Austràlia i Nova Zelanda, de la que en va treure llaures i profit. Posseïa una bella veu de Contralt.